# Amphidrina amurensis
Amphidrina amurensis là một loài bướm đêm trong họ Noctuidae.